# Augustus Leopold Kuper
Augustus Leopold Kuper (16 agosto 1809 – 28 ottobre 1885) è stato un ammiraglio britannico.

## Biografia
Di ascendenze germaniche, entrò in marina nel 1823 come semplice marinaio e prese parte negli anni seguenti a diverse operazioni tra cui nel 1840 la prima guerra dell'oppio che gli valse la promozione a capitano. Negli anni seguenti continuò a fare carriera diventando viceammiraglio nel 1862 quando successe a James Hope nel comando delle operazioni in oriente.
In questa veste prese parte al bombardamento di Kagoshima e alla campagna di Shimonoseki. In seguito a queste operazioni ricevette l'onorificenza dell'Ordine del Bagno e fu promosso ad ammiraglio nel 1869.
Nel 1876 uscì dal servizio attivo e si ritirò a vita privata.